# Quintin Hogg
Quintin McGarel Hogg (Londres, 9 de octubre de 1907-12 de octubre de 2001) fue un barrister y político conservador británico, barón Hailsham de St. Marylebone y II vizconde Hailsham (1950-1963).
Fue uno de los candidatos a suceder a Harold Macmillan como primer ministro en 1963, renunciando para ello a su título hereditario, pero fue rechazado en favor de Alec Douglas-Home. Fue creado par vitalicio en 1970 y ocupó el cargo de Lord Canciller, que antes ocupaba su padre, en 1970-74 y 1979-87.

## Biografía
Hijo de Douglas Hogg, que fue Lord Canciller y nieto de Quintin Hogg, comerciante, filántropo y reformador de la educación. Fue a Eton College y a Christ Church (Oxford), licenciándose en Derecho y colegiándose en el Lincoln's Inn como barrister en 1932. También fue rector de la Universidad de Glasgow, entre 1959 y 1962.
En 1938, Hogg fue elegido Miembro del Parlamento por la circunscripción electoral de Oxford en representación del Partido Conservador. Hogg votó contra Neville Chamberlain en el debate sobre Noruega de mayo de 1940, y apoyó a Winston Churchill. Sirvió brevemente en la campaña del desierto de la Segunda Guerra Mundial. Fue herido en 1941 en una rodilla y casi pierde la pierna, por lo que tuvo que salir de la línea del frente y pasó a servir en el equipo del general Henry Wilson. Volvió a la vida política.
El padre de Quentin murió en 1950, cosa que le hizo entrar en la Cámara de los Lores como II vizconde Hailsham. Estuvo en la oposición hasta que los conservadores volvieron al poder en 1951. En 1956 se convirtió en Primer lord del Almirantazgo. A las órdenes de Harold Macmillan, sirvió como presidente del Partido Conservador y organizador de la campaña de las elecciones generales del Reino Unido de 1959.
Del 1960 a 1963 fue líder de la Cámara de los Lores.
En junio de 1963, cuando su compañero John Profumo tuvo que dimitir tras admitir haber mentido al Parlamento sobre su vida privada, Hailsham le atacó salvajemente en televisión. El diputado laborista Reginald Paget lo calificó de «actuación virtuosa del arte de patear a un amigo en el estómago». Y añadió: «Cuando la autoindulgencia ha reducido a un hombre a la forma de lord Hailsham, la continencia sexual no implica más que un sentido del ridículo».
De abril a octubre de 1964 fue Secretario de Estado para la Educación y la Ciencia.
Líder de la Cámara de los Lores durante el gobierno de Harold Macmillan, Hogg estuvo a punto de conseguir el liderazgo del partido tras la dimisión de Macmillan. Hogg no lo consiguió, mas se recuerda la campaña de Hogg por su robusta retórica y unas gesticulaciones teatrales fuertes.
Sirvió en el gabinete en la sombra Conservador durante el gobierno Wilson. Cuando en 1970, Edward Heath ganó las elecciones generales, recibió el título de Lord como Barón de Hailsham de St. Marylebone y se convirtió en Lord Canciller. Fue el primer hombre de la historia que volvió a la Cámara de los Comunes después de haber pasado por la Cámara de los Lores británica. En 1974 anunció que abandonaba la política, dedicándose a la escritura (popularizando el concepto de "dictadura electiva" en 1976).
Tras la trágica muerte de su segunda esposa en un accidente de equitación, decidió volver a la política activa, primero como ministro en la sombra sin cartera en los gabinetes en la sombra de Edward Heath y Margaret Thatcher, y nuevamente como Lord Canciller de 1979 a 1987 en el gobierno de Margaret Thatcher.
Considerado un Lord Canciller tradicionalista, hizo gran hincapié en las funciones tradicionales de su cargo, formando parte del Comité de Apelación de la Cámara de los Lores con más frecuencia que cualquiera de sus predecesores de la posguerra. El nombramiento de adjuntos para presidir los Lores le permitió dedicar más tiempo a la labor judicial, aunque a menudo él mismo se sentaba en el saco de lana. Se mostró protector con la abogacía inglesa, oponiéndose al nombramiento de solicitors para el Alto Tribunal y a la ampliación de sus derechos de audiencia. Sin embargo, fue responsable de la aplicación de la profunda reforma del sistema judicial de 1971, y defendió la reforma legislativa y la labor de la Comisión de Derecho. 